# Mamma detective
Mamma detective (Inspector Mom) è una serie televisiva statunitense.